# Kahlenberger HTC
Der Kahlenberger Hockey und Tennis Club aus Mülheim an der Ruhr wurde 1953 als Kahlenberger HC gegründet und ging aus der im Oktober 1940 gegründeten Hockeyabteilung des Mülheimer Tennis-Verein am Kahlenberg hervor. Der in blauen Trikots und weißen Hosen antretende KHTC ist neben dem HTC Uhlenhorst einer von zwei Hockeyclubs in Mülheim. Den heutigen Namen wählte der 900 Mitglieder starke Verein nach der Gründung der Tennisabteilung am 27. Januar 1968.
An der Mintarder Straße in Saarn entstand zwischen 1965 und 1969 die Sportanlagen des KHTC, die im Laufe der Jahre weiter ausgebaut wurden. Heute umfasst die parkartige Freizeitanlage auf 48.000 m² einen Kunstrasenhockeyplatz, einen Kleinfeldkunstrasenhockeyplatz, einen Rasensportplatz, 18 Tennisplätze, eine 4-Platz-Tennishalle, eine Tennisschule, ein Bootshaus, ein Klubhaus mit Veranstaltungsräumen und der Geschäftsstelle, eine Klubhausgaststätte, einen Pub, einen Sportshop, ein Fitness- und Gesundheitscenter mit Sauna sowie Parkmöglichkeiten. Seit 2002 gibt es neben Tennis und Hockey auch noch eine Wassersportabteilung, die Drachenbootsport, Kanusport und Stand-Up-Paddling anbietet.

## Hockey
Herren

Spielszene KHTC-Eintracht Dortmund in der RL-Saison 2004.

Den größten Erfolg feierten die 1. Herren mit insgesamt vier Spielzeiten in der Hallenbundesliga in den Jahren 1978–1979 und 1982–1983. In der Hallen-Saison 2007/2008 gewann das Team verlustpunktfrei die Oberliga, nachdem man in der Vorsaison mit einem Punkt Rückstand hinter der ETG Wuppertal den Aufstieg in die Regionalliga nur knapp verpasste. Auf dem Feld spielt das Team nach der Meisterschaft in der Regionalliga 2008/2009 in der 2. Bundesliga. In der Saison 2010/2011 gelang in der Halle der Durchmarsch von der Regionalliga über die 2. Bundesliga in die 1. Hallenhockey-Bundesliga (West). In der Saison 2022/23 spielten die Herren auf dem Feld in der Regionalliga West und in der Halle in der 2. Bundesliga.
Damen
Die 1. Damenmannschaft des KHTC spielt in der Saison 2022/2023 auf dem Feld in der Regionalliga West des WHV und in der Halle in der 2. Bundesliga.

## Tennis
Ende der achtziger Jahre begann im Tennisbereich der sportliche Aufstieg des KHTC. Die ersten Mannschaften sorgten für Furore. So startete das erste Tennisteam der Herren einen Durchmarsch von der Bezirksliga bis in die 1. Bundesliga. Die Damen erreichten zwischenzeitlich die Oberliga. Die Herren 30 sind seit dem Jahr 2001 erstklassig.